# 豪農
豪農（ごうのう）とは、多くの土地を所有し、ある程度の権勢をも備えた、富裕農家のこと。世界史用語 や一般用語としても用いられるが、狭義および本義では、日本史において近世中期から明治期まで存在した上層農民の一形態であり、江戸時代後期は18世紀半ば以降の、特産物生産地帯の形成あるいは小商品生産の発展に伴って成長した村方地主（むらかたじぬし）を指す。

## 豪農（狭義）
ここでは、狭義および本義である、日本史上の豪農について解説する。

### 系譜
豪農の系譜には、それまでの名田地主・質地地主から転化した者、商業活動や小商品生産によって成長した者の2つがあった。前者は従来の村方地主として近世前期から村役人を務めた者が多く、後者は18世紀半ばの村方騒動によって村方地主の地位を新たに獲得した者が多い。苗字帯刀を許された者も存在した。

### 多様な側面
成立した豪農は以下のように多様な側面を持つ。
- 生産面

1. 普通地主小作関係に基づく地主
2. 地主手作経営者
3. 小商品生産の経営者
4. 買い占め商人

- 金融面

1. 小生産者への高利貸し
2. 小商人への高利貸し

- 社会面

1. 同族団の最有力者
2. 最大規模の土地保有と経済的基盤を持つ富裕農民
3. 村落共同体の代表者
4. 村役人層
5. 村内では他の村役人層との間で、村外では他村の村役人や地主・豪農との間で経済的社会的結合関係を持つ

豪農は18世紀半ばに成立した後、上記のうち、地主・商人・高利貸しの側面を伸長させ、成長していく。豪農は、幕藩領主と結んで殖産興業政策を担ったり、都市の商人と結んで商品集荷システムに参加した。各地において小商品生産を発展させる役割を果たしたのである。御用聞きを請け負った豪農は、城や大名屋敷での飼葉の調達、屎尿の汲み取り、大名庭園の清掃などを請け負い、必要に応じて人足を雇い従事させた。

### 天保の画期
しかし、天保期（1830-1843年）に至ると、幕藩制的な市場構造の特質に規定され、豪農の商人および小商品生産者としての側面の成長は頭打ちとなる。
全国各地の小商品生産の発展や特産物生産の隆盛は、肥料と労賃の高騰を招いた。その結果として、生産者は商品価格に経費（肥料代・労賃など）上昇分を上乗せしなければならない。しかし、全国の主要な都市は幕府が支配所（直轄領）としており、商品の販売も株仲間などを通じて幕府の強い統制下にあった。また、商品価格の上昇は、産地としての優位性を失うことにもつながった。そのために、豪農は経営の転換を迫られるのである。
豪農は高利貸しおよび地主としての側面に比重を移し、下層農家から収奪し田畑の兼併を進めるようになる。その結果として、豪農は農奴として生活を維持しなければならない従属身分の小作人を支配した。

### 解体
- 明治政府は、各地の有力豪農を活用して地方行政システムを構築しようとした。
- 豪農民権
- 明治国家体制が確立していく過程で、豪農は寄生地主制の中に取り込まれていく。ある者は没落して小農民となり、ある者は自らが寄生地主となり、ある者は巨大地主の手代となり、豪農は解体していく。

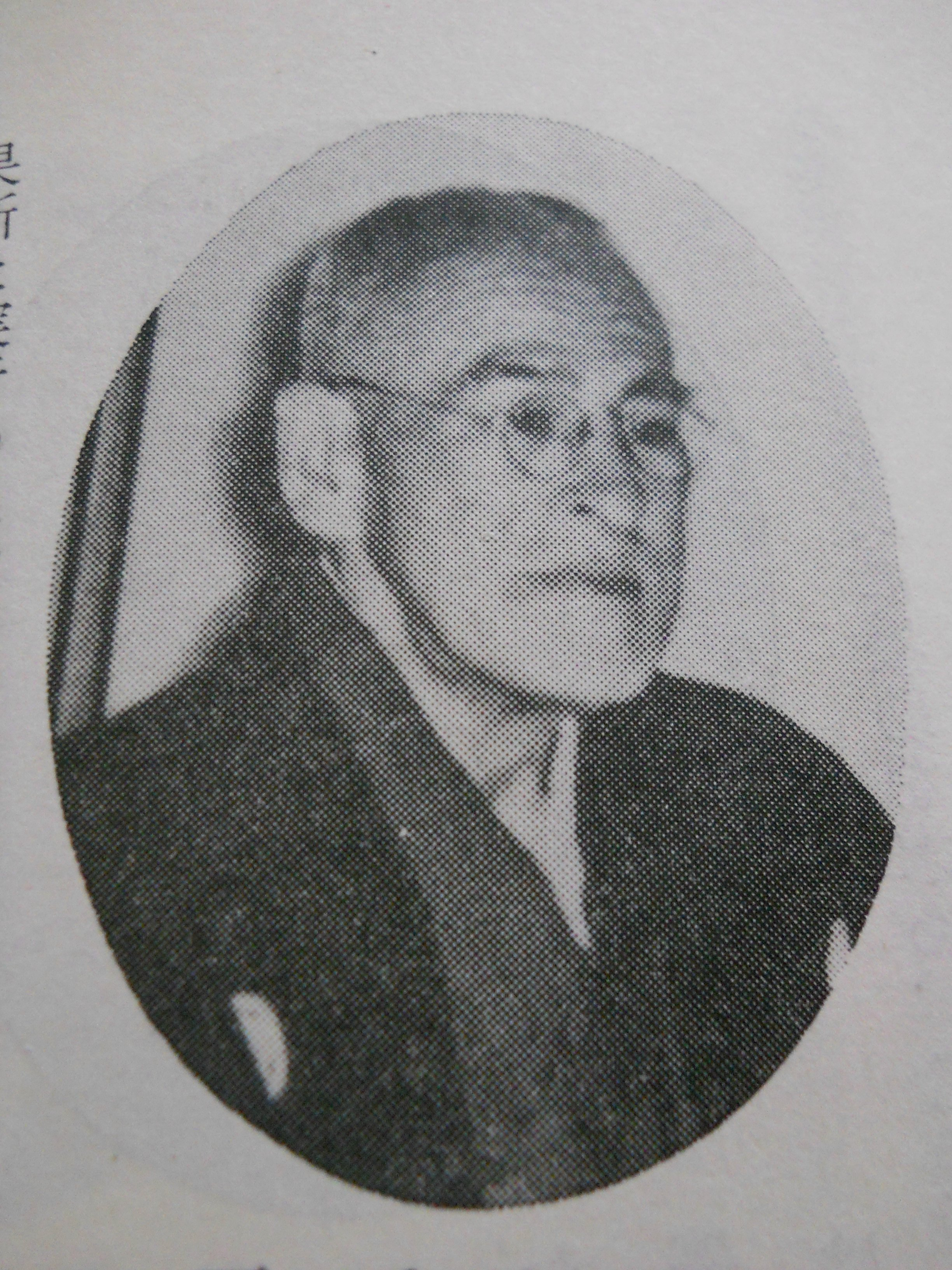
庄司廉
（鳥取県西伯郡渡村の豪農・大地主）

### 農民の階層区分
大橋(1971年) では以下のように階層区分している。
1. かなり大きな農業経営を、しばしば農外の営業、山林所有などとも結びつけ、家族労働力だけでなく、一定の雇用労働力を恒常的に雇い入れ、搾取の可能性をもつ最上層のいわゆるブルジョワ的農民としての富農。
2. 通常的にはその農業収入だけで生活をようやく維持し、雇い雇われる関係が多少あっても、ほぼ相殺する程度のいわゆる小ブルジョワとして典型的な、しかも上向と零落の分岐点に立つ、きわめて不安定な存在である中農。
3. 農業経営を行なうが、きわめて零細なため、生計補充の賃労働収入ないしそれに類似の勤労収入を不可欠とする、いわゆる半プロレタリアの農民である貧農。
4. 耕地をまったくもたないか、あってもごくわずかで、その生活を主として農業内外の賃労働によって維持するいわゆるプロレタリア（無産者）としての性格をもった農村労働者。

### 学説史
豪農をめぐる議論は、豪農論と呼ばれる。日本近世史の最も基本的な学説の一つである。
第二次世界大戦前
- 日本資本主義論争の中の新地主論争
- 服部之総の地主＝ブルジョア範疇

第二次世界大戦後
- 藤田五郎の豪農論
- 寄生地主制論争
- 佐々木潤之介の豪農論